# 깜악귀
깜악귀는 대한민국의 밴드 눈뜨고 코베인에 소속되어 있는 가수다.

## 생애
깜악귀는 천안 원성동에서 국어교사의 차남으로 태어났다. 고등학교 때부터 꿈이었던 기타를 서울대 심리학과 재학 시절 배웠고, "이왕 배웠으니 밴드를 해보자" 해서 시작했다. 그렇게 해서 시작했는데 주변 사람들이 "그 정도로는 안된다" 하길래, 진짜 안되는지 보려고 멤버들을 모아 홍대 클럽에서 밴드를 시작했다.
서울대 메아리 출신 98학번 멤버들이 주축이 된 장난양(슬프니 이자람 목말라 파랑 등)을 모체로 2002년 결성됐다. 당시 눈코 멤버들은 깜악귀(보컬 기타) 연리목(키보드) 슬프니(베이스기타) 목말라(기타) 장기하(드럼) 등이었고, 이때 만든 노래가 〈그 자식 사랑했네〉, 〈외로운게 외로운거지〉였다. 2003년에는 눈코의 데뷔 EP라 할 《파는 물건》이 출시됐는데, 수록곡은 앞의 2곡을 비롯해 〈영국으로 가는 샘이〉, 〈그대는 냉장고〉, 〈누나야〉 등이다.
2005년 1집 《Pop to the people》 2008년 2집 《Tales》 발매 후 2009년 장기하가 탈퇴하고 파랑(드럼)이 참여했다. 2011년에는 현 소속 레이블인 붕가붕가레코드에서 3집 《Murder’s High》를 냈고, 이후 목말라와 파랑이 탈퇴하고 최영두(기타)와 김현호(드럼)가 합류했다. 2014년 역시 붕가붕가레코드에서 4집 《Skyland》를 냈고 이후 김현호가 탈퇴하고 현 멤버 고태희(드럼)가 가세했다. 따라서 그해 내놓은 두 장의 싱글 《새벽의 분리수거》와 《변신로봇대백과》는 깜악귀, 연리목, 슬프니, 최영두, 고태희의 합작품이다.